# تطوير الأعمال الجديدة
تطوير الأعمال الجديدة يتعلق تطوير الأعمال بجميع الأنشطة التي ينطوي عليها تحقيق فرص أعمال جديدة، بما في ذلك تصميم المنتج أو الخدمة، وتصميم نماذج الأعمال، والتسويق. وتنقسم تطوير الأعمال إلى جزأين: «الأعمال» و «التطوير» فعند النظر إلى قسم الأعمال فأول ما يجب أخذه بعين الاعتبار هو: الاقتصاد والتمويل والأنشطة الإدارية والمنافسة السوقية والأسعار والتسويق، إلخ. وجميع هذه الكلمات الرئيسية مرتبطة بالمخاطر وريادة الأعمال وتشير بوضوح إلى النطاق الأساسي لمصطلح «تطوير الأعمال». أما بالنسبة للقسم الثاني «التطوير» فهو مصطلح مجرد للغاية ويمكن ربطه ببعض الكلمات الرئيسية مثل: التقدم التكنولوجي وخفض التكاليف والرفاهية العامة وتحسين العلاقات والتقدّم على نحو إيجابي، إلخ. وفي التعريف التقليدي لتطوير الأعمال، فإنه يُنظر إلى تطوير الأعمال في الغالب على أنه نمو مؤسسي بالاعتماد على عدد من التقنيات بمختلف الوانها، ولكن في الحقيقة جميعها متعلقة بالتسويق التقليدي. ويبقى السؤال الرئيسي في هذه الحالات هو: كيفية العثور على العملاء والوصول إليهم والتعامل معهم وكيفية إرضائهم، ربما على نحو جلب منتجات جديدة. ونظرًا لكون هذا التعريف محدود ويفتقر إلى بعض العوامل الأساسية في تطوير الأعمال، سيتم تعريف تطوير الأعمال بكلمات جديدة. فبالطبع لا تزال نظرية التسويق «التقليدي» صحيحة ويمكن بنائها من التعريف القديم.
عند تقديم أحد الحلول فإنه من المهم التركيز على إجمالي العروض التي تقدمها بدلاً من التركيز فقط على المنتج أو الخدمة.ونعرّف العرض على انه عبارة عن حزمة تتكون من نسب مختلفة من المنتجات المادية والخدمات والمشورة والتسليم والتكاليف، بما في ذلك السعر المتضمن في استخدامه. وتعد المشورة والتكيف مع العميل والتكاليف هي أهم العوامل للحصول على التركيبة الصحيحة ضمن العرض. وتتمثل فكرة الإدارة الموقفية في تطوير الأعمال في مجموعة من المنتجات التكنولوجية المختلفة والتي يمكن أن تتطلب إستراتيجيات والتسويق  لتخطيط العوامل التي ينطوي عليها الأمر وخلق تآزر بينها، ويعتمد تطوير الأعمال بشكل كبير على مجالات التكنولوجيا وشبكات الأعمال. وتتمثل عملية تطوير الأعمال في التعرف على الفرص في بيئة تكنولوجية سريعة التغير وغالبًا ما ينشأ عدم اليقين بسبب التكنولوجيا الجديدة وأسواقها الجديدة.

## تكنولوجيا الأعمال
توفر التكنولوجيا المبتكرة فرصًا مهمة لتطوير الأعمال ومن المهم للشركات الحفاظ على المنتجات والعمليات محدثة من أجل بقاء المنافسة بالإضافة إلى الاستثمار المستمر في الابتكار لكل من المنتجات والعمليات لجعله من الصعب على الشركات الأخرى تقديم وظائف تقنية كبيرة وتحتاج العديد من الشركات إلى التطوير التكنولوجي لكي تبقى قادرة على المنافسة ويمكن أن يحدث التطور التكنولوجي من خلال اتخاذ القرارات حول الحصول على التكنولوجيات واستغلالها وإدارتها وينبغي اتخاذ هذه القرارات من خلال إشراك موظفي البحث والتطوير والمشترين والمسوقين والمستهلكين أيضا. وأضف إلى ذلك أنه يمكن تحليل التكنولوجيا من خلال مفهوم  إطار تكوين القيمة كما قدمه الأكاديميون النرويجيون – ستابل وفجيدستاد- بأنه يتكون الإطار من ثلاثة تكوينات قيمة، وهي امتداد لنموذج سلسلة القيمة الذي طوره مايكل بورتر:
- سلسلة القيمة (تحويل المدخلات في المنتجات)
- متجر القيمة (حل مشاكل العملاء)
- شبكة القيمة (ربط العملاء)

فتغلبت هذه التكوينات على بعض المشكلات المتعلقة بنموذج سلسلة القيمة التقليدية، وهو أمر مفيد فقط لشركات التصنيع التقليدية. وأما بالنسبة للمارسات العملية ولا نستطيع ضرب الأمثلة على جميع الشركات لتكون مثال على تكوين القيمة المميزة لأنه يمكن العثور على مجموعات متعددة من التكوينات داخل شركة واحدة.
ويمكن أيضًا فهم عملية إنشاء القيمة من منظور شيلنغ التي عن القيمة بمعنى الوظيفة التكنولوجية، والقاعدة المركبة والسلع التكميلية للمنتج. وقد يكون من الواضح أن التكنولوجيا تلعب دورًا مهمًا في عملية إنشاء القيمة  والمساهمة بشكل عام في عملية تجديد التوافق بين المشكلة والحل.

## شبكات الأعمال
يعتمد التسويق التقليدي عادة على النماذج الاقتصادية التي تنص على انه لا يوجد مجال للمفاوضات أو معاملة خاصة لشركات مختلفة. ومع ذلك، يمكن أن تكون البيئة التكنولوجية غير مؤكدة للغاية وبالتالي يتعين على المنافسين الاعتماد بشدة على شبكات أعمالهم. وعندئذ تكون المعالجة والمفاوضات الخاصة ضرورية. ومن المهم أيضاً إدراك تأثير العلاقات الاجتماعية على العمل الاقتصادي بما في ذلك تطوير الأعمال. ويجادل غرانوفيتر أيضًا بأن العلاقات الاجتماعية في الشبكة تؤدي إلى الثقة بين الشركاء وهو عامل مهم للتنمية المستقرة في بيئة ديناميكية ومن خلال التركيز على هذه الأنشطة الجديدة يصبح من الصعب الحفاظ الميزة التنافسية وعلى بقاء كل الأنشطة محدثة لذلك تركز الشركات على نحو متزايد استثماراتها وأنشطتها على عدد قليل من الأنشطة التي يعتقد أنها أعمالهم الأساسية  وإلا فقد يتم فقدان ميزتها التنافسية بسهولة ونظرًا لأنها تركز على عدد قليل من الأنشطة  فإنها تحتاج إلى علاقات تجارية للأنشطة الأخرى. وتعتمد هذه العلاقات عادةً على روابط الموارد  أو روابط الأنشطة أو روابط الممثلين، لذلك يجب على الشركات تحليل شركتها بنفسها وعلاقاتها وشبكات أعمالها من حيث الأنشطة والجهات الفاعلة والموارد وبهذه الطريقة يمكن للشركة أن تحدد المكان الذي توجد فيه فرص جديدة للعلاقات وأين يمكن تطوير الموارد والتقنيات والمهارات من شركات أخرى وبهذه الطريقة، يمكن تأسيس تطوير الأعمال بمساعدة شبكة الأعمال هذه. أما في الوقت الحاضر فيتعلق التسويق بتبادل الموارد غير المتجانسة بين الشركاء الديناميين والمتعاونين في هياكل تشبه الشبكة، فيعتقدون إنه يتعلق بالعلاقات وليس عن بيع المنتجات، فلذلك يجب أن يكون مسوقو الأعمال مشغولين في إيجاد وتطوير وإدارة العلاقات داخل الشبكة المعقدة المحيطة بهم، ويوفر بلويس ثلاث طرق يمكن للشركات من خلالها أن تتطور من آلية السوق إلى الشبكة، وهي اليقظة التنبؤية (كونها متنبهة لفرص خلق القيمة) والاعتماد على المسار (الأحداث التاريخية تسبب حلولًا للمشاكل وتصبح «مغلقة») والاستعاضة (يحظى المساهمون الذين لا يمكن تعويضهم بالكثير من الاهتمام للآخرين الذين يحاولون التأثير عليهم). ولكن لايزال هناك تساؤل حول مدى ارتباط هذه الشبكات بالعلاقات الاجتماعية حيث أن المؤلفين المذكورين أعلاه لا يتفقون على ذلك. لذلك، يتعين على الشركات التعامل مع مشكلة كيفية الحفاظ على اتصالات الشبكة الخاصة بهم.

## اقرأ المزيد
- Ford, D., L. E. Gadde, et al. (2006). The Business Marketing Course, Chichester, John Wiley and Sons Ltd.
- Hakansson, H., I. Henjesand, et al. (2004). "Introduction: rethinking marketing" in Rethinking Marketing: developing a new understanding of markets, Chichester, John Wiley and Sons Ltd: 1-12.
- Kotler, P. and Keller K.L. (2006), Marketing Management, 12th edition, Pearson, Prentice Hall.
- Tidd, J., Bessant J., Pavitt K. (2005), Managing innovation: Integrating technological, market and organizational change, 3rd Edition, Haddington: Scotprint.
- Schilling, M. A. (2003), "Technological Leapfrogging: Lessons from the U.S. Video Game Console Industry", California Management Review45(3): 6-32.